# Projektdatenbank
Projektdatenbanken oder auch Projekterfahrungsdatenbanken sind der Versuch, Projektergebnisse in einer Datenbank nutzbar zu machen. Diese Ergebnisse können beispielsweise in Lessons-Learned-Workshops ermittelt worden sein.
Aus verschiedenen Gründen ist dies nur schwer möglich:
- der Verschiedenartigkeit von Projekten;
- der Verschiedenartigkeit der Lessons-Learned- oder Interview-Ergebnisse;
- der Durchsetzbarkeit im Unternehmen.

Es gibt kommerzielle, themenorientierte Projektdatenbanken, welche für die Planung eigener Projekte
hinzugezogen werden können (beispielsweise "Hausbau").